# Von Goedecke

Von Goedecke is een van oorsprong Hessisch geslacht waarvan leden sinds 1817 tot de Nederlandse adel van het koninkrijk behoorden en dat in 1885 uitstierf.

## Geschiedenis
De stamreeks begint met Johann Gödeck die richter was van Gottsbüren en schepen van het ambt Sababurg in Hessen-Rheinfels; hij overleed voor 1674. Zijn nazaat Friedrich Wilhelm von Goedecke (1771-1857) werd in 1807 bij besluit van Frederik Willem hertog van Nassau-Weilburg verheven in de adelstand. Deze trad in 1816 in Nederlandse militaire dienst en werd luitenant-generaal. Bij KB van 13 september 1817 werd hij ingelijfd in de Nederlandse adel. Met zijn zoon jhr. Guillaume Albert Charles Herman van Goedecke (1816-1885), majoor en adjudant van koning Willem III en van prins Frederik die op huis Avegoor in Ellecom overleed, stierf het geslacht in 1885 uit.